# REGENERATION 〜5th Anniversary Best〜
『REGENERATION 〜5th Anniversary Best〜』（リジェネレーション フィフス アニバーサリー ベスト）は、PALETの5枚目のアルバムであり、1枚目のベスト・アルバム。2017年6月7日にBrand-New Musicから発売された。

## 解説
本作は、インディーズ初期の楽曲からメジャーデビュー後の楽曲が収録され、2017年1月に加入した反田葉月、齋藤由李名、羽原由佳の新メンバーを加えた8人によってすべての楽曲を再録している。
オリジナル・アルバム『LOVE n' ROLL !!』以来2年ぶりの発売となり、本作の発売をもってグループ名を大文字の「PALET」に改名となる。これについて平口みゆきは「このベストアルバムを一つの区切りとし、ここからさらに大きくなるためグループ名を大文字化した」と説明している。
同年5月16日22時に現体制のライブ映像を使用したMV「Believe in Yourself !」がYouTubeにて公開された。
このアルバム発売から5か月後の2017年11月29日、年内いっぱいでグループ活動を終了することが発表され、同年12月28日に東京・TSUTAYA O-WESTで行われた『PALET LIVE 2017〜GRADUATION〜』を最後に、PALETは解散した。

## 収録曲
| #         | タイトル                              | 作詞         | 作曲         | 編曲         | 時間  |
| --------- | ------------------------------------- | ------------ | ------------ | ------------ | ----- |
| 1.        | 「Fly Away」                          | Shoko        | Gajin        | 佐久間誠     | 4:03  |
| 2.        | 「イチゴ気分」                        | 柚木美祐     | YUMA         | 佐久間誠     | 4:16  |
| 3.        | 「勝利のシール」                      | 林田健司     | 林田健司     | 佐久間誠     | 3:55  |
| 4.        | 「Celebration 〜トキメキGood Time〜」 | 林田健司     | 林田健司     | 佐久間誠     | 4:14  |
| 5.        | 「ピンクのハートの雲」                | 林田健司     | 林田健司     | 佐久間誠     | 4:36  |
| 6.        | 「Believe in Yourself !」             | 伊秩弘将     | 阿久津健太郎 | 阿久津健太郎 | 4:01  |
| 7.        | 「Keep on Lovin' You」                | 伊秩弘将     | 阿久津健太郎 | 阿久津健太郎 | 4:31  |
| 8.        | 「VICTORY」                           | 伊秩弘将     | 林田健司     | 佐久間誠     | 4:03  |
| 9.        | 「SNOW DISTANCE」                     | 伊秩弘将     | 伊秩弘将     | 佐久間誠     | 5:09  |
| 10.       | 「Time to Change」                    | 伊秩弘将     | 伊秩弘将     | 佐久間誠     | 5:05  |
| 11.       | 「All for One」                       | 伊秩弘将     | 阿久津健太郎 | 佐久間誠     | 4:23  |
| 12.       | 「Over The Rainbow」                  | 伊秩弘将     | Aiji         | spiral tunes | 4:22  |
| 13.       | 「ダイスキっ!!〜恋のSeason〜」        | 阿久津健太郎 | 阿久津健太郎 | 佐久間誠     | 4:54  |
| 14.       | 「Shake My Soul 2017」                | 流田Project  | 流田Project  | 流田Project  | 3:07  |
| 合計時間: | 合計時間:                             | 合計時間:    | 合計時間:    | 合計時間:    | 60:39 |

## クレジット
- Produced&Directed by TOSHINORI AKAZAWA（Brand-New Music/OUR SONGS CREATIVE）
- Vocal Directed, Recorded&Edited by MAKOTO SAKUMA（OUR SONGS CREATIVE）
- Mixed by TAKESHI UETSUKI
- Mastered by TAKANORI YAMAGUCHI at ANY Sound Studio
- Design : TAKU SUZUKI（buta-bonjour）
- Stylist : SACHIE HARADA
- Choreographer : YURI NAKAO
- Photography : MASAYUKI KUSAKARI
- Artist Management : KEIICHI SAKURAZAWA, YUKINA KOKUBO（PLATINUM PASSPORT）
- Sales Promotion : EISUKE ACHIHA（Brand-New Music/OUR SONGS CREATIVE）
- A&R Desk : MAYUKO FUJISAWA（Brand-New Music/OUR SONGS CREATIVE）
- Exective Producer
  - TSUTOMU TAKIZAWA（PLATINUM PRODUCTION）
  - JUNJI HAYASHI（PLATINUM PASSPORT）
  - YOSHINOBU OBARA（Brand-New Music/OUR SONGS CREATIVE）

- M-6 - M-11, M-14 are Licensed by NIPPON COLUMBIA CO., LTD.